# Henley-on-Thames
Henley-on-Thames ( [hɛnli] (?·pàg.)  [hɛnli] (?·pàg.)) és una localitat britànica pertanyent al Comtat d'Oxfordshire, al marge occidental del riu Tàmesi, 9 milles (14km) del nord-oest de Reading, 7 milles (11km) de l'oest de Maidenhead i 23 milles (37 km) al sud-est d'Oxford, prop del trifini d'Oxfordshire, Berkshire i Buckinghamshire. Tenia una població de 11.619 habitants amb el cens que es va fer al Regne Unit el 2011.
És coneguda principalment per ser el lloc habitual de celebració de la regata al mes de juliol, i acull el River and Rowing Museum, obra de l'arquitecte David Chipperfield.

## Història
El primer registre d'Henley va ser en 1179, quan el rei Enric II havia comprat aquestes terres per construir edificis. El rei Joan li va atorgar a Robert Hacourt, el senyoriu de Benson i d'Henley en 1199, en 1204 sé va construir una església, en 1205 la ciutat va rebre una subvenció, i en 1234 es construeix un pont, en 1278, Hanley se'l descriu com una vila de Benson.
En el domini de la corona, se li va atorgar a John de Molyns en 1337, la família del qual la va mantenir durant 250 anys, es diu que els membres de Henley es van asseure als parlaments d'Eduard I i Eduard III, però no van trobar escrits que ho corroborin.
Es creu que el mercat actual dels dijous va ser atorgat per una carta del rei Joan sense Terra. Certament existia un mercat en 1269 ; no obstant això, els membres del jurat de la cort de 1284 van dir que no sabien amb quin ordre el comte de Cornwall va celebrar un mercat i una fira a la ciutat de Henley. La fira existent de Corpus Christi va ser atorgada per una carta d'Enric VI.
Durant la pandèmia de la Pesta Negra que es va estendre per Anglaterra al segle xiv, Henley va perdre el 60% de la seva població.
A principis del segle XVI la ciutat s'estenia al llarg de la riba de l'oest del Tàmesi des de la Friday Street al sud Manor, ara Phyllis Court, al nord i abastava Hart Street i New Street. A l'oest incloïa Bell Street i Market Place. Enric VIII va concedir els títols d'alcalde i burgès, i la ciutat es va incorporar en 1568, hi va haver una carta original emesa per la reina Isabel I però que en 1722 seria reemplaçada pel rei Jordi I.
Henley va sofrir diversos canvis durant i després de la Guerra Civil. Més tard, Guillem III va descansar aquí quan es dirigia a Londres en 1688 durant la Revolució Gloriosa, en el proper Fawley Court recentment reconstruït, i va rebre una delegació dels Lords. El període de prosperitat de la ciutat als segles XVII i XVIII es va deure a la fabricació de vidre i malta, i al comerç de blat de moro i llana. Henley-on-Thames va subministrar fusta i gra a la ciutat de Londres.
Es va construir una casa de treball per acomodar 150 persones a West Hill a Henley el 1790, i després es va ampliar per acomodar 250 amb el nom de "casa de treball de Henley Poor Law Union ".